# Front Mission
Front Mission (яп. フロントミッション Фуронто Мішьон) — це тактична рольова відеогра, яка була розроблена компанією G-Craft і видана компанією Square Co. 24 лютого 1995 року для гральної консолі Super Famicom. Front Mission була першою і основною частиною у серії Front Mission. Гра входить до загального серіалізованого сюжету, який оповідає історії різноманітних персонажів, їх труднощах і боротьбі за участю гігантських роботів під назвою ванзери. 12 липня 2002 року повний порт гри був випущений для консолі WonderSwan Color.
Ще один порт гри, розроблений Square Enix Co., Ltd., був випущений для консолі PlayStation в Японії 23 жовтня 2003 року під назвою Front Mission First (яп. フ ロ ン ト ミ ッ シ ョ ン ザ ・ フ ァ ス ト, Фуронто Мішьон Фасуто). Він включав новий контент та новий сценарій з історією Сполучених Штатів Нового Континенту (СШН) (англ. United States of the New Continent, USN). 22 березня 2007 року на Nintendo DS в Японії була випущена доповнена версія. Потім 23 жовтня 2007 року порт з Nintendo DS, перейменований на просто Front Mission, став першою і єдиною версією гри випущеною у Північній Америці. Цей реліз став третім випадком локалізації і випуску гри с серії Front Mission за межами Японії. Останній реліз гри прийшовся на 12 листопада 2008 року, коли вона була випущена на PSOne Classic в Японії.

## Ігровий процес

### Основи геймплею
Гра прогресує лінійно і складається з перегляду кат-сцен, виконання місій, налаштування ванзерів під час перерв між місіями та відправлення на наступні місії. Гравець подорожує по місцях шляхом обрання точок на карті. У міру просування гравця за сюжетом, на неї з’являються нові локації. Міста та містечка виконують роль пунктів перерви між місіями, де гравець може організувати та налаштувати свої підрозділи для майбутніх місій. Місії проходять у так званих бойових зонах, після завершення місій ці зони стають недоступними.

Вид зверху на тактичну карту бою під час місії

У Front Mission гравці керують ігровими одиницями під назвою ванзери (з німецького слова wanderpanzer; wander — «ходіть», panzer — «броня»).  Ванзер відрізняється від типовой бойової одиниці тим, що має чотири модульні частини: тіло, ліву руку, праву руку та ноги. Кожна частина має певну функцію та свій запас здоров’я. Так, ноги забезпечують рух і ухилення, руки необхідні для використання ручної та плечової зброї, а тіло підтримує працездатність ванзера. Якщо тіло знищено, ванзер вибуває з гри. У той же час, знищення частин рук і ніг не виводить ванзера з гри, але сильно знижує його ефективність. Хоча гравець бореться переважно з ванзерами, у грі також представлені транспортні засоби, літаки та мобільні озброєнні платформи. Ці ворожі одиниці, як правило, мають лише одну частину — тіло, але вони набагато міцніші, ніж ванзери.

### Налаштування ванзерів
Налаштування ванзерів у Front Mission відбувається за допомогою різноманітних деталей, комп’ютерів, рюкзаків та зброї. Гравець має повний контроль над налаштуванням своїх ванзерів, доки загальна вага не перевищує наявну вихідну потужність. Щоб застосовувати ванзера в бою, він повинен мати повний набір деталей, а саме: тіло, ліву руку, праву руку і ноги. Разом з тим, у грі наявні деталі із вбудованою в них зброєю, наприклад корпуса і руки. Комп’ютери, у свою чергу, підвищують точність зброї ванзера. Рюкзаки та зброя підтримки не є обов'язковими для використання, але мають вирішальне значення для просування у відеогрі. Рюкзаки підтримки служать для надання ванзеру особливих можливостей під час бою, вони дозволяють ванзеру носити предмети, такі як боєприпаси, і збільшують вихідну потужність машини, дозволяючи використовувати більш важке спорядження.

### Зброя
У грі існує чотири класи зброї: ближнього бою, малої і далекої дальності, та зброя підтримки. Зброя ближнього бою — це зброя, що застосовується у ближньому бою з метою ураження одної частини тіла цілі. Прикладами зброї ближнього бою є тонфаси та прутки. Зброя малої дальності — це зброя, що застосовується з близької відстані і завдає шкоди всім частинам цілі, це, наприклад, — кулемети та рушниці. У свою чергу, зброя далекої дальності — це зброя, що дозволяє стріляти на далеку відстань і ідеально підходить для уникнення контратаки, до неї можно віднести базуки. Зброя підтримки — це непряма вогнепальна зброя, вона ніколи не може бути контратакована, але має обмежений запас боєприпасів і мінімальну дальність стрільби. Приміром зброї підтримки є ракетні установки. Нарешті, на ванзери можливо екіпірувати щити, які дозволяють поглинути частину урону від вхідних атак.

### Інші елементи
Front Mission має і інші помітні елементи. Так, арена — це місце, у якому гравець може боротися з ШІ-противниками або з іншими гравцями, щоб заробити грошові винагороди. Крім того, у грі існує функція брифінгу, яка деталізує основну інформацію щодо складу ворожих сил майбутньої місії. Місії у Front Mission містять в собі традиційні для тактичних рольових ігор цілі, від знищення всіх ворогів до захисту союзників

## Сюжет

### Пролог
Події Front Mission відбуваються в 2090 році на вигаданому острові Хаффман, розташованому у Тихому океані, який нагадує сформований в 1995 році на півдні від західного узбережжя Мексики вулканічний острів Оаху. У 2002 році сформована там суша була класифікована як острів і передана під контроль ООН. Однак Сполучені Штати Нового Континенту, об'єднання північноамериканських та південноамериканських країн, після виходу з ООН у 2020 році, зробили заяву що до свого контролю над островом. Кооперативний Союз Океанії (КСО) (англ. Oceania Cooperative Union, OCU), об'єднання держав Південної Азії, Південно-Східної Азії та Австралії, створений у 2025 році, оскаржує це твердження, в результаті чого обидві супердержави колонізують острів у 2065 році. Напруга зростає і у 2070 році, зрештою, призводить до 1-го Хаффманського конфлікту. Після закінчення війни острів Хаффман ділиться на дві половини. Неспокійний мир зберігається аж до Хаффманської кризи 2086 року, коли серія сутичок на острові призводить до хаосу. Напруга знову загострюється і врешті-решт обертається війною, коли КСО звинувачують у підбурюванні до Ларкусівського інциденту 3 червня 2090 року.

### Сценарій КСО
Сюжет Front Mission обертається навколо капітана КСО Ллойда Клайва. Розвідувальний взвод КСО на чолі з Ллойдом призначається для розслідування діяльності заводу боєприпасів СШН в районі Ларкус, розташованому на сході острова Хаффман. Діставшись до його околиць, взвод потрапляє в засідку ванзерів СШН на чолі з офіцером на ім'я Дрісколл. Він відразу нападає на Карен Мер, наречену Ллойда, і знищує її ванзер. Під час розпочатого бою Дрісколл підірває вибухівку всередині заводу і втікає. СШН звинувачує КСО в нападі, який пізніше буде відомий як Ларкусівський інцидент, але КСО наполягає, що він був підставою. Невдовзі обидві сторони оголошують війну, чим починають 2-й Хаффманський конфлікт. КСО обвинувачує в інциденті взвод Ллойда, звільняючи їх з армії на невизначений час. Через рік полковник КСО Гурі Б. Олсон знаходить Ллойда на бойовій арені у місті Барінден. Натякнувши на перспективу вбивства особи, відповідальної за смерть Карен, йому вдається завербувати Клайва до найманського загону «Каньйонні ворони» (англ. Canyon Crows). За допомогою «Каньйонних воронів» Ллойд призначений допомогти військовим КСО змінити стан речей і виграти війну.

### Сценарій СШН
У версії на Nintendo DS та ремейку на PlayStation під назвою Front Mission First гравець також може зіграти у другий сценарій, що обертається навколо офіцера СШН Кевіна Грінфілда. За кілька місяців до Ларкусівського інциденту Кевін та його товариші з спецпідрозділу «Чорні пси» (англ. Black Hounds) беруть участь в операції проти терористичної організації, відомої як «Зірка свободи» (англ. The Star of Freedom). Знайшовши місце розташування їх штабу в Андських горах, Чорні гончі здійснюють операцію з ліквідації групи, але груба помилка Кевіна призводить до його звільнення з підрозділу та арешту військовою поліцією СШН. У відчайдушній спробі залишитися на службі, Грінфілд приймає пропозицію зайняти посаду у відділі досліджень спеціальної зброї СШН, відомому як «Інститут Нірвани» (англ. Nirvana Institute). У результаті цього його направляють до відділення Нірвани на острові Хаффман, яким керує Дрісколл. Після кількох операцій з відділом розгорається 2-й Хаффманський конфлікт і Кевіна відкликають повернутися до дійсної військової служби. Як новий лідер ударного підрозділу «Срібна рись» (англ. Silver Lynx), він допомагає у наступі СШН задля перемоги над КСО та швидкого закінчення війни.
Розуміння Front Mission в повному обсязі потребує проходження обох наявних компаній, а саме першої за КСО та другої за СШН. Кожна з них містить в собі свої унікальні події та загадки, які неможливо розгадати повністю без проходження обох сценаріїв. Ці сценарії також сюжетно зв’язують між собою Ларкусівський інцидент та Інститут Нірвани.

## Розробка

### Початкова стадія
Розробка першої Front Mission розпочалася з обговорень між розробниками програмного забезпечення Square та G-Craft. Square ніколи раніше не покладалися на інших розробників в створенні ігор, тому планування йшло повільно, але домовленість між компаніями була досягнута восени 1993 року. Ігровий продюсер і сценарист Тосіро Цучіда через власну розробницьку компанію Solid від імені G-Craft представив Square ідею гри під назвою «100 Mission». Коли продюсер Square Сіндзі Хашимото побачив першу версію ідеї гри, він подумав, що вона «занадто радикальна», і зазвичай такі пропозиції не схвалюватимуться. У Square не відчували багато ентузіазму, неодноразово повторюючи Цучіді «жодних роботів», і, кажучи, що розробка ігор більше не може керуватися однією лише пристрастю творців. Цучіда також зазнав труднощів з поясненням того, яку роль в запропонованій грі відіграватимуть роботи, тому він був змушений здобути апаратне забезпечення і створити прототип гри. На той час Square були єдиними видавцями, бежавшими розглянути пропозицію Цучіди. У решті-решт вони погодились створити гру, оскільки вважали, що праця в новому жанрі може бути стимулюючою. Разом з тим це був проєкт, який вони, мабуть, не змогли б зробити самі, оскільки на цей момент в основному працювали над фентезі іграми. Хашимото наполягав на включенні в гру більш легких моментів, у яких персонажі б гуляли та грали в карти, щоб збалансувати її настрій, який у цілому був темним та похмурим.

### Розробка
Над створенням гри, включаючи такі аспекти, як графіка та звук, спільно працювали компанії Square та G-Craft.  Оскільки розробники хотіли захоплюючого ігрового досвіду і не були прихильниками великої кількості тексту у введенні, вони запитали і отримали можливість не включати традиційний брендинг Squaresoft, який зазвичай з’являвся на початку ігор Square. Хіронобу Сакагучі, Сіндзі Хашимото і Тосіро Цучіда всі разом любили роботів і багато працювали над генеруванням ідей, щоб створити елементи, які можуть потрапити в гру. Так Хашимото є автором ідеї перебування полковника Кіркленда у форті на етапі 15. Крім того Хашимото багато разів брав ідеї Цучіди і розширював їх. Разом з тим тривали суперечки щодо наявності в грі для дітей зображення мозку у початковій сцені, але його вирішили все-таки залишити. Йосітака Амано намалював ілюстрацію до гри, яка повинна була використовуватись як обкладинка для упаковки картриджів, але вона виявилась занадто «показною», тому було вирішено залишити лише її частину. Команда розробників настільки глибоко захопилася грою, що зробила на Macintosh зразковий фільм-вступ до неї, така відданість і пристрасть дуже вразила Хашимото. Сакагучі любив пластикові моделі, що стало підставою до найму Коу Йокоями, який мав репутацію чудового моделіста. Йокояма допомагав розробляти моделі ванзерів та зміг спроектувати їх так, щоб вони нагадували справжню зброю.

### Портування
Front Mission був портован на PlayStation 23 листопада 2003 року під назвою Front Mission First. Цей порт включав новий контент і новий ігровий сценарій за СШН. Front Mission First також включав нових персонажів Дарріла Траубела та Біллі Ренгеса, які згодом також з'явились у Front Mission 4. Ця версія послужила основою для порту на Nintendo DS, який був випущений в Японії 22 березня 2007 року та в Північній Америці 23 жовтня 2007 року.
Версія гри Front Mission для Nintendo DS використовувала подвійний екран консолі для більш легкого перегляду дії. Порт також включав ряд нових доповнень. До сюжету гри було додано ряд персонажів з інших частин Front Mission, таких як Гріф Бернам та Глен Дюваль. Додані нові деталі та зброя з інших частин Front Mission. Ця версія також могла похвалитися дев'ятьма секретними місіями, які ще більше розширили сюжет.

### Саундтрек
Саундтрек Front Mission був створен спільною командою Норіко Мацуеди та Йоко Сімомури. Сімомуру особисто запросив Хіронобу Сакагучі, віце-президент Square, через те, що проекту разом з Мацудою була потрібна наявність більш досвідченого композитора. Сімомура мала намір відхилити цей запит через зайнятість в створенні саундтреку до гри RPG Super Mario, але передумала, зустрівшись із президентом компанії Тецуо Мізуно, і соромлячись відхилити перебуваючи безпосередньо перед ним. Сімомура описувала саундтрек як «пристрасний» завдяки «мотивованій» роботі команди, вона склала початкову тему, а також теми боїв. Музичну партитуру для ремейків на PlayStation та DS створював Хіденорі Івасакі. Рекламний альбом, Front Mission 1st Special BGM Selection, аранжований Івасакі, вийшов у 2003 році. Дві пісні, написані Сімомурою для Front Mission, а саме Take the Offensive та Manifold Irons, були оркестровані для альбому Drammatica.

## Реліз
Оригінальна Front Mission мала величезний успіх в Японії, продавшись понад 500 000 примірниками. Разом з тим журнал Next Generation повідомив про продаж 530 000 примірників.
На кінець 2007 року версія на Nintendo DS була продана в Японії 57 153 примірниками.

## Оцінки й відгуки
| Агрегатор  | Оцінка     |
| ---------- | ---------- |
| Metacritic | DS: 72/100 |

| Видання        | Оцінка                              |
| -------------- | ----------------------------------- |
| Eurogamer      | 7/10 (NDS)                          |
| Famitsu        | 31/40 (SNES) 30/40 (WS) 28/40 (PS1) |
| Game Informer  | 70/100                              |
| GameRevolution | C+ (NDS)                            |
| GameSpy        | 4/5 (NDS)                           |
| GamesRadar+    | 3.5/5 (NDS)                         |
| IGN            | 78% (NDS)                           |
| Nintendo Life  | 9/10                                |
| Nintendo Power | 65/100 (NDS)                        |

У квітні 1995 року журнал Famitsu дав версії гри з Super Famicom спочатку 9 із 10, а пізніше 8 із 10 у своєму огляді Reader Cross. Mega Fun дав їй золото як імпортованої грі.
Порт Front Mission для Nintendo DS отримав середні відгуки критиків. Марк Бозон з IGN високо оцінив «варіативність», «глибину» та «кастомізацію» порівнюючи її з іншими тактичними іграми на DS, але був розчарований відсутністю можливості грати онлайн, назвавши це чистим портом. Nintendo Power назвали гру «суворою, футуристичною версією Advance Wars без щасливих бійців та різноманіття транспортних засобів».